# Religia în Germania Nazistă
Religia în Germania Nazistă s-a aflat sub imperativul conducerii naziste de a controla toate aspectele vieții publice și private în cel de-al Treilea Reich. Populația țării era majoritar creștină. Un recensământ din mai 1939, la șase ani de la era nazistă după anexarea Austriei și Cehoslovaciei în Germania, indică că 54% din populație se considera protestantă, 41% se considera catolică, 3,5% se autodenumeau Gottgläubig (lit. „credincioși în Dumnezeu”), iar 1,5% ca „atei”. Protestanții erau suprareprezentați în cadrul Partidului Nazist, și al electoratului, iar catolicii erau subreprezentați.
Minoritățile religioase mai mici, precum Martorii lui Iehova și Credința Baháʼí, au fost interzise în Germania, în timp ce eradicarea iudaismului a fost încercată odată cu Holocaustul. Armata Salvării a dispărut din Germania, iar Biserica Adventistă de Ziua a Șaptea a fost interzisă pentru o scurtă perioadă, dar din cauza capitulării autorităților bisericești, a fost reînființată mai târziu. În mod similar, astrologii, vindecătorii, ghicitorii și vrăjitoria au fost interzise. Unele grupuri religioase minoritare au avut o relație mai complicată cu noul stat, cum ar fi Biserica lui Isus Hristos a Sfinților din Zilele din Urmă (BDU), care și-a retras misionarii din Germania și Cehoslovacia în 1938. Filialele BDU germane au avut voie să funcționeze pe tot parcursul războiului, dar au fost forțate să facă unele schimbări în structura și învățăturile lor. Partidul Nazist a fost adesea în dezacord cu Papa, care a denunțat partidul susținând că are o fațadă anti-catolică.
În cadrul conducerii naziste existau opinii diferite cu privire la viitorul religiei în Germania. Radicalii anti-biserică îi includeau pe secretarul personal al lui Hitler, Martin Bormann, pe propagandistul Alfred Rosenberg și pe Reichsführer-SS⁠(d) Heinrich Himmler. Unii naziști, precum Hans Kerrl⁠(d), care a ocupat funcția de Ministru al Cultelor în timpul lui Hitler, promovau „Creștinismul Pozitiv”, o formă unic nazistă de creștinism care respingea originile evreiești ale creștinismului și Vechiul Testament descriind „adevăratul” creștinism ca o luptă împotriva evreilor, cu Iisus prezentat drept un arian.
Nazismul a dorit să transforme conștiința subiectivă a poporului german - atitudinile, valorile și mentalitățile sale - într-o „comunitate națională” unită și obedientă. Prin urmare, naziștii credeau că trebuie să înlocuiască loialitățile de clasă, religioase și regionale. Sub procesul de Gleichschaltung⁠(d) (nazificare), Hitler a încercat să creeze o Biserică Protestantă Unificată a Reichului din cele 28 de biserici protestante existente în Germania. Planul a eșuat din cauza rezistenței Bisericii Mărturisitoare. Persecutarea Bisericii Catolice din Germania a urmat preluării naziste. Hitler a acționat rapid pentru a elimina catolicismul politic. În mijlocul hărțuirii Bisericii, a fost semnat concordatul Reichului cu Vaticanul în 1933, promițând respectarea autonomiei bisericești. Hitler a ignorat în mod repetat Concordatul, închizând toate instituțiile catolice ale căror funcții nu erau strict religioase. Clericii, călugărițele și liderii laici au fost vizați, cu mii de arestări în anii următori. Biserica Catolică a acuzat regimul de „ostilitate fundamentală față de Hristos și Biserica Sa”. Mulți istorici cred că naziștii intenționau să elimine formele tradiționale ale creștinismului din Germania după victoria în război.

## Context
Creștinismul are rădăcini străvechi printre popoarele germanice, datând încă de la activitatea misionară a Sfântului Columban și a Sfântului Bonifaciu din secolele VI-VIII. Reforma, inițiată de Martin Luther în 1517, a împărțit populația germană între o majoritate de două treimi protestanți și o minoritate de o treime romano-catolici. Sudul și vestul au rămas predominant catolice, în timp ce nordul și estul au devenit în principal protestante. Biserica Catolică s-a bucurat de un anumit grad de privilegii în regiunea Bavariei, Rinului și Westfalia, precum și în unele zone din sud-vestul Germaniei, în timp ce în nordul protestant, catolicii au suferit o oarecare discriminare.
Kulturkampf („Lupta culturală”) a lui Bismarck din 1871–1878 a reprezentat o încercare de a impune o viziune protestantă asupra naționalismului german. Aceasta a combinat anticlericalismul cu suspiciunea față de populația catolică, a cărei loialitate era presupusă a fi mai degrabă cu Austria și Franța decât cu noul Imperiu German. Partidul Centrului se formase în 1870, inițial pentru a reprezenta interesele religioase ale catolicilor și protestanților, însă Kulturkampf l-a transformat în „vocea politică a catolicilor”, „Lupta culturală” a lui Bismarck a eșuat în tentativa sa de a elimina instituțiile catolice din Germania sau conexiunile puternice ale acestora dincolo de granițe, în special cu diverse misiuni internaționale și cu Roma.
Pe parcursul secolului al XIX-lea, atât ascensiunea studiilor istorico-critice ale Bibliei, și ale lui Iisus de către David Strauss, Ernest Renan și alții, cât și progresele în științele naturale, în special în domeniul biologiei evolutive prin Charles Darwin, Ernst Haeckel și alții, opoziția față de circumstanțele socioeconomice opresive de către Karl Marx, Friedrich Engels și alții, precum și creșterea bisericilor mai liberale și mai progresiste, au dus la o critică crescândă a dogmelor bisericilor tradiționale. Aceste mișcări au determinat numeroși cetățeni germani să respingă conceptele teologice tradiționale și fie să urmeze forme liberale ale religiei, fie să o abandoneze cu totul. Până în 1859, aceștia înființaseră Uniunea Comunităților Religioase Libere din Germania (Bund Freireligiöser Gemeinden Deutschlands⁠(de)[traduceți]) o asociație a persoanelor care se consideră religioase fără a adera la o biserică instituționalizată sau la un cult preoțesc. În 1881, la Frankfurt pe Main, Ludwig Büchner⁠(d) a înființat Liga Liber-Cugetătorilor Germani (Deutscher Freidenkerbund) ca prima organizație germană pentru atei și agnostici. În 1892 a fost formată Freidenker-Gesellschaft, iar în 1906 Deutscher Monistenbund⁠(de)[traduceți].
În 1933, cu 5 ani înainte de anexarea Austriei la Germania, populația Germaniei era formată aproximativ din 67% protestanți și 33% catolici, în timp ce populația evreiască era sub 1%.
| An                                                                                         | Populația totală | Protestanți        | Romano-catolici    | Alții (inclusiv evrei) | Evrei          |
| ------------------------------------------------------------------------------------------ | ---------------- | ------------------ | ------------------ | ---------------------- | -------------- |
| 1910 a                                                                                     | 64.926.000       | 39.991.000 (61,6%) | 23.821.000 (36,7%) | 1.113.000 (1,7%)       | 615.000 (1,0%) |
| 1925 b                                                                                     | 62.411.000       | 40.015.000 (64,1%) | 20.193.000 (32,4%) | 2.203.000 (3,5%)       | 564.000 (0,9%) |
| 1933 b                                                                                     | 65.218.000       | 40.865.000 (62,7%) | 21.172.000 (32,5%) | 3.181.000 (4,8%)       | 500.000 (0,8%) |
| 1933 b                                                                                     | 65.218.000       | 43.696.060 (67,0%) | 21.521.940 (33,0%) | - (<1%)                | - (<1%)        |
| 1939 b                                                                                     | 69.314.000       | 42.103.000 (60,8%) | 23.024.000 (33,2%) | 4.188.000 (6,0%)       | 222.000 (0,3%) |
| 1939 c                                                                                     | 79.375.281       | 42.862.652 (54,0%) | 31.750.112 (40,0%) | 4.762.517 (6,0%) d     | -              |
| A. Granițele Imperiului German.                                                            |                  |                    |                    |                        |                |
| b. Granițele Republicii Weimar, adică granițele de stat germane de la 31 decembrie 1937.   |                  |                    |                    |                        |                |
| c. Granițele Germaniei Naziste în mai 1939. Date oficiale ale recensământului.             |                  |                    |                    |                        |                |
| d. Inclusiv Gottgläubig la 3,5%, persoanele nereligioase la 1,5% și alte credințe la 1,0%. |                  |                    |                    |                        |                |

## Tendințe confesionale în perioada nazistă
| An   | Catolic | Protestant | Total   |
| ---- | ------- | ---------- | ------- |
| 1932 | 52.000  | 225.000    | 277.000 |
| 1933 | 34.000  | 57.000     | 91.000  |
| 1934 | 27.000  | 29.000     | 56.000  |
| 1935 | 34.000  | 53.000     | 87.000  |
| 1936 | 46.000  | 98.000     | 144.000 |
| 1937 | 104.000 | 338.000    | 442.000 |
| 1938 | 97.000  | 343.000    | 430.000 |
| 1939 | 95.000  | 395.000    | 480.000 |
| 1940 | 52.000  | 160.000    | 212.000 |
| 1941 | 52.000  | 195.000    | 247.000 |
| 1942 | 37.000  | 105.000    | 142.000 |
| 1943 | 12.000  | 35.000     | 49.000  |
| 1944 | 6.000   | 17.000     | 23.000  |

Religia în Germania (1933)
     Protestant (62,7%)
     Romano-Catolic (32,5%)
     Evreu (0,8%)
     Altă religie sau ireligios (4%)
Religia în Germania, după anexarea Austriei (1939, recensământ oficial)
     Protestant (54%)
     Romano-catolic (40%)
     Gottgläubig (3,5%)
     Altele (1%)
     Ireligios (1,5%)
Creștinismul în Germania a fost împărțit între romano-catolicism și protestantism încă de la Reforma Protestantă din 1517. Ca un rezultat specific al Reformei din Germania, marile confesiuni protestante sunt organizate în Landeskirchen⁠(d) (aproximativ: Biserici de stat). Cuvântul german pentru confesiune este Konfession. Pentru bisericile mari din Germania (catolică și evanghelică, adică protestantă), guvernul german colectează impozitul bisericesc, care este apoi dat acestor biserici. Din acest motiv, apartenența la Biserica Catolică sau Evanghelică este înregistrată oficial. Este evident că aceste motive erau politice. Din acest motiv, istoricul Richard Steigmann-Gall⁠(d) susține că „apartenența nominală la biserică este un indicator foarte nesigur al evlaviei reale în acest context” iar determinarea convingerilor religioase reale ale cuiva ar trebui să se bazeze pe alte criterii. Este important să ținem cont de acest „aspect oficial” atunci când ne adresăm unor întrebări precum credințele religioase ale lui Adolf Hitler sau ale lui Joseph Goebbels. Ambii bărbați renunțaseră să participe la liturghia catolică sau să se spovedească cu mult înainte de 1933, dar niciunul nu părăsise oficial Biserica și niciunul nu refuza să plătească impozitul pe biserică.
Istoricii au analizat numărul persoanelor care au părăsit biserica în Germania în perioada 1933-1945. Conform studiilor, „nu a existat o scădere substanțială a practicii religioase și a numărului membrilor bisericilor între 1933 și 1939”. Posibilitatea de a ieși din registrele bisericii (Kirchenaustritt) există în Germania încă din 1873, când Otto von Bismarck a introdus-o ca parte a Kulturkampf-ului îndreptat împotriva catolicismului. Pentru echitate, acest lucru a fost permis și protestanților, iar în următorii 40 de ani, în special ei au profitat de această posibilitate. Există statistici din 1884 pentru bisericile protestante și din 1917 pentru Biserica Catolică.
Analiza datelor referitoare la perioada nazistă este disponibilă într-un articol publicat de Sven Granzow et al. într-o colecție editată de Götz Aly⁠(d). Deși în număr mai mare protestanții au părăsit biserica față de catolici, per total, deciziile protestanților și catolicilor au fost similare. Trebuie avut în vedere faptul că numărul protestanților germani era dublu față de cel al catolicilor. Vârful înregistrat între 1937 și 1938 reflectă anexarea Austriei în 1938 și a altor teritorii. Numărul de Kirchenaustritte a atins un „maxim istoric” în 1939, ajungând la 480.000. Granzow et al. analizează cifrele nu doar în relație cu politica nazistă față de biserici (care s-a schimbat drastic din 1935), ci și ca indicator al încrederii în Führer și conducerea nazistă. Scăderea numărului de persoane care au părăsit biserica după 1942 este explicată ca rezultat al pierderii încrederii în viitorul Germaniei Naziste. Oamenii au tendința de a-și menține legăturile cu biserica din cauza fricii de un viitor incert.
Conform lui Evans, membrii gottgläubig (literalmente „credincioși în Dumnezeu”, o viziune nazistă non-denominațională asupra credinței în divinitate, adesea descrisă ca fiind bazată în principal pe concepte creaționiste și deiste), „erau naziști convinși care își părăsiseră Biserica la ordinul Partidului, care încerca de la mijlocul anilor 1930 să reducă influența creștinismului în societate”. Heinrich Himmler a fost un puternic promotor al mișcării Gottgläubig și nu permitea ateilor să intre în SS, argumentând că „refuzul lor de a recunoaște forțe superioare” ar fi o „sursă potențială de indisciplină”. Majoritatea celor trei milioane de membri ai Partidului Nazist au continuat să plătească impozitul pe biserică și să se înregistreze ca romano-catolici, sau protestanți. Armata Salvării, Sfinții Creștini și Biserica Adventistă de Ziua a Șaptea au dispărut din Germania în timpul erei naziste.
Membrii Sicherheitsdienst des Reichsführers-SS (sau SD) au renunțat la confesiunile lor creștine, schimbându-și apartenența religioasă la Gottgläubig, în timp ce aproape 70% dintre ofițerii Schutzstaffel (SS) au făcut același lucru.

## Atitudinea nazistă față de creștinism
Ideologia nazistă nu putea accepta o instituție autonomă a cărei legitimitate nu provenea din guvern. Naziștii doreau subordonarea bisericii statului. Deși membrii de bază ai Partidului Nazist după 1933 includeau mulți catolici și protestanți, radicalii anti-biserică agresivi precum Joseph Goebbels, Alfred Rosenberg, Martin Bormann și Heinrich Himmler considerau campania Kirchenkampf⁠(d) împotriva Bisericilor ca o prioritate, iar sentimentele anti-bisericești și anticlericale erau puternice printre activiștii de partid de la bază.

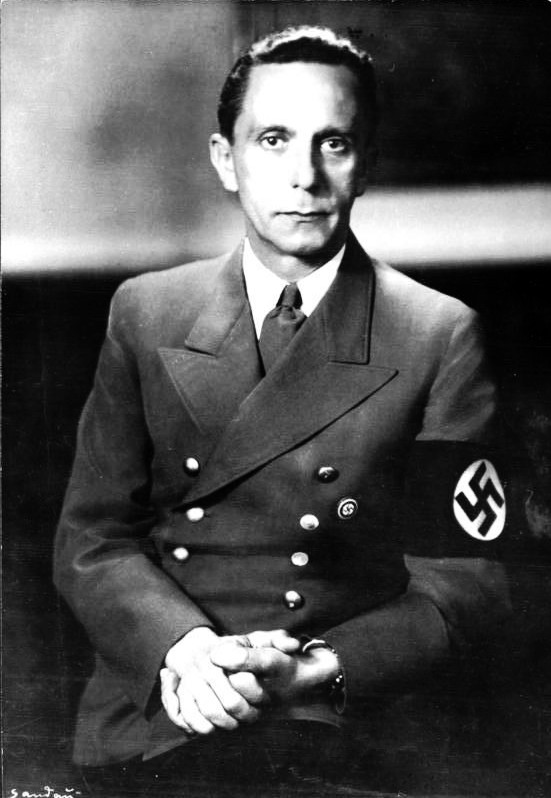
Ministrul nazist al propagandei, Joseph Goebbels, unul dintre cei mai agresivi anticlericali din partid, a scris că există o „opoziție insolubilă între concepția creștină asupra lumii și o viziune eroic-germanică”.

Ministrul nazist al propagandei, Joseph Goebbels, considera că între concepția creștină asupra lumii și viziunea nazistă există o „opoziție insolubilă”. Führer-ul a stârnit mânia bisericilor prin numirea lui Alfred Rosenberg în funcția de ideolog nazist oficial în 1934. Heinrich Himmler vedea sarcina principală a organizației sale SS ca fiind aceea de a acționa ca avangardă în depășirea creștinismului și de a restabili un mod de viață „germanic”. Adjunctul ales al lui Hitler, Martin Bormann, a sfătuit oficialii naziști în 1941 că „național-socialismul și creștinismul sunt ireconciliabile”.
Hitler a avut el însuși instincte radicale în relația cu conflictul cu Bisericile din Germania. Deși uneori vorbea despre faptul că dorește să amâne lupta cu Biserica și era pregătit să-și restrângă aversiunea față de clerici din considerente politice, comentariile sale inflamatorii proprii „le dădeau subordonaților săi direcți toată permisiunea de care aveau nevoie pentru a intensifica lupta împotriva Bisericii, fiind convinși că 'munceau pentru Führer’”, conform lui Kershaw. În discursurile publice, se prezenta pe el însuși și pe mișcarea nazistă drept creștini fideli. În 1928, Hitler a declarat într-un discurs: „Nu tolerăm pe nimeni în rândurile noastre care să atace ideile creștinismului... de fapt, mișcarea noastră este creștină.” Dar, conform Jurnalelor lui Goebbels, Hitler ura creștinismul. Într-o înregistrare din 8 aprilie 1941, Goebbels scria „Urăște creștinismul pentru că a schilodit tot ce e nobil în umanitate.” După evaluarea lui Bullock, deși crescut catolic, Hitler „nu credea nici în Dumnezeu, nici în conștiință”, a păstrat un oarecare respect pentru puterea organizațională a Catolicismului, dar disprețuia învățăturile sale centrale, care, spunea el, dacă ar fi duse până la capăt, „ar însemna cultivarea sistematică a eșecului uman”. Bullock scria: „În ochii lui Hitler, creștinismul era o religie potrivită doar pentru sclavi; disprețuia în mod special etica sa. Învățătura sa, declara el, era o rebeliune împotriva legii naturale a selecției prin luptă și supraviețuirea celui mai apt.”
Ca o măsură în lupta pentru putere împotriva influenței bisericilor (Kirchenkampf), naziștii au încercat să stabilească o „a treia confesiune” numită „Creștinismul Pozitiv”, cu scopul de a înlocui bisericile existente pentru a le reduce influența. Istoricii au suspectat că aceasta a fost o tentativă de a crea un cult care să-l venereze pe Hitler ca pe noul Mesia. Totuși, într-o înregistrare din jurnalul său din 28 decembrie 1939, Joseph Goebbels scria că „Führer-ul respinge cu pasiune orice idee de a fonda o religie. Nu are nicio intenție să devină preot. Rolul său unic și exclusiv este acela de politician.” În relațiile sale politice legate de religie, Hitler a adoptat cu ușurință o strategie „care se potrivea scopurilor sale politice imediate”.

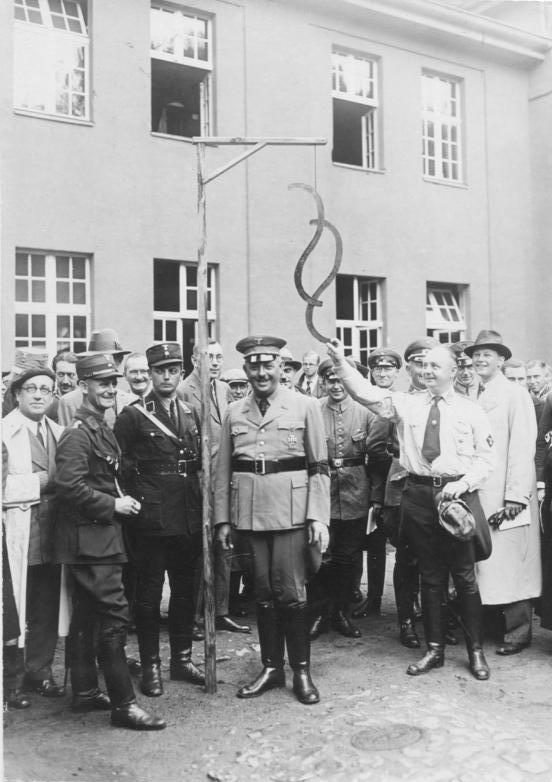
(centru). Un moderat relativ, în calitate de Ministru al Cultelor Reichului, l-a descris pe Hitler drept „vestitorul unei noi revelații” și a spus că „ Creștinismul Pozitiv ” susținut de naziști nu depindea de crezul apostolic sau de credința în Hristos ca fiul lui Dumnezeu.

Mulți lideri naziști, inclusiv Adolf Hitler, au aderat fie la un amalgam de teorii pseudoștiințifice, cum ar fi Darwinismul social, misticism și ocultism, care era deosebit de puternic în rândul SS. Credința în superioritatea rasială germanică (nordică albă) era centrală ambelor grupări. Existența unui Minister al Cultelor Reich-ului, instituit în 1935 și condus de Hanns Kerrl⁠(d), era cu greu recunoscută de ideologi precum Alfred Rosenberg sau de alți factori de decizie politică. Kerrl, un moderat relativ, a acuzat conducătorii bisericilor disidente că nu apreciază doctrina nazistă a „Rasei, sângelui și pământului” și a oferit următoarea explicație a concepției naziste a „Creștinismului Pozitiv”, adresându-se unui grup de clerici supuși în 1937:
„Dr. Zoellner și [Episcopul Catolic al Münsterului] Contele Galen au încercat să-mi explice că religia creștină se bazează pe credința în Hristos ca fiul lui Dumnezeu. Asta mă face să râd... Nu, creștinismul nu se bazează pe Crezul apostolic... Adevăratul creștinism este reprezentat de partid, iar poporul german este acum chemat de partid și mai ales de Führer la o adevărată creștinătate... Führerul este vestitorul unei noi revelații.”
În timpul războiului, Alfred Rosenberg a formulat un program în 30 de puncte pentru Biserica Națională a Reich-ului, care includea:
- Biserica Națională a Reichului își revendică dreptul exclusiv și controlul asupra tuturor bisericilor.
- Biserica Națională este hotărâtă să extermine credințele creștine străine importate în Germania în anul nefast 800.
- Biserica Națională cere încetarea imediată a publicării și diseminării Bibliei.
- Biserica Națională va îndepărta de pe altare toate crucifixele, și icoanele cu sfinți.
- Pe altare nu trebuie să fie nimic altceva decât „Mein Kampf” iar în stânga altarului o sabie.[55]

Analizând discursurile publice și scrierile Partidului Nazist, Steigmann-Gall subliniază că acestea pot oferi o perspectivă asupra ideilor lor „nefiltrate”.
„Nu suntem teologi, nici reprezentanți ai învățământului în sensul acesta, nu propunem o teologie. Dar ne revendicăm un lucru: plasăm marea idee fundamentală a creștinismului în centrul ideologiei noastre [Ideenwelt] – eroul și totodată cel care suferă, Hristos însuși, stă în centru.”—Hans Schemm, Guvernator Nazist
Înaintea votului Reichstag-ului pentru Actul de împuternicire prin care Hitler a obținut puteri legislative cu ajutorul cărora a desființat definitiv Republica de la Weimar, Hitler a promis Reichstag-ului pe 23 martie 1933 ca nu va interfera cu drepturile bisericilor. Totuși, odată cu puterea asigurată în Germania, Hitler a încălcat rapid aceasta promisiune. Diverși istorici au scris că scopul luptei bisericești naziste Kirchenkampf⁠(d) a implicat nu doar o luptă ideologică, ci în cele din urmă eradicarea Bisericilor. Cu toate acestea, importanța pe care liderii naziști o acordau luptei împotriva bisericilor a variat.
William Shirer⁠(d) a scris că „sub conducerea lui Rosenberg, Bormann și Himmler, susținuți de Hitler, regimul nazist intenționa să distrugă creștinismul în Germania, dacă era posibil, și să-l înlocuiască cu vechea religie păgână a zeilor germanici tribali timpurii și cu noul păgânism al extremiștilor naziști”. În timpul unui discurs de pe 27 octombrie 1941, președintele Franklin D. Roosevelt a dezvăluit dovezi ale planului lui Hitler de a desființa toate religiile din Germania, declarând:
Guvernul dumneavoastră deține un alt document, realizat în Germania de către Guvernul lui Hitler... Este un plan de a desființa toate religiile existente - catolică, protestantă, musulmană, hindusă, budistă și, de asemenea, evreiască. Proprietatea tuturor bisericilor va fi confiscată de Reich și de marionetele sale. Crucea și toate celelalte simboluri religioase vor fi interzise. Clericii vor fi lichidați pentru totdeauna, reduși la tăcere sub pedeapsa lagărelor de concentrare, unde chiar acum mulți oameni neînfricați sunt torturați pentru că L-au pus pe Dumnezeu mai presus de Hitler.
Pe de altă parte, conform lui Steigman-Gall, unii naziști, precum Dietrich Eckart (decedat în 1923) și Walter Buch⁠(d), considerau nazismul și creștinismul ca făcând parte din același curent. Totuși, radicali anti-biserică agresivi precum Joseph Goebbels și Martin Bormann vedeau conflictul cu Bisericile ca pe o problemă prioritară, iar sentimentele anti-bisericești și anticlericale erau puternice printre activiștii de partid de la bază.
Scriind pentru Yad Vashem, istoricul Michael Phayer⁠(d) susține că până la sfârșitul anilor 1930, oficialii bisericilor știau că scopul pe termen lung al lui Hitler era „eliminarea totală a catolicismului și a religiei creștine”, însă având în vedere importanța creștinismului în Germania, acest lucru era în mod necesar un obiectiv pe termen lung. Conform lui Bullock, Hitler intenționa să distrugă influența bisericilor creștine din Germania după război. În memoriile sale, arhitectul șef al lui Hitler, Albert Speer, își amintește că atunci când a elaborat planurile sale pentru „noul Berlin”, a consultat autoritățile protestante și catolice, dar a fost „informat pe scurt” de secretarul personal al lui Hitler, Martin Bormann, că bisericile nu vor primi terenuri pentru construcții. Kershaw a scris că, în planul lui Hitler pentru germanizarea Europei de Est, acesta a clarificat faptul că „nu va fi loc în această utopie pentru Bisericile Creștine”. 
Geoffrey Blainey⁠(d) a scris că Hitler și aliatul său fascist Mussolini erau atei, dar că Hitler a curtat și a profitat de teama creștinilor germani de ateismul militant comunist. (Alți istorici au caracterizat poziția religioasă matură a lui Hitler drept o formă de deism.) „Răspândirea agresivă a ateismului în Uniunea Sovietică i-a alarmat pe mulți creștini germani”, a scris Blainey, iar odată cu aceasta naziștii au devenit principalul adversar al comunismului în Germania: „[Hitler] însuși a văzut creștinismul ca pe un aliat temporar, pentru că, în opinia sa, „cineva este fie creștin, fie german”. A fi amândouă era imposibil. Nazismul însuși era o religie, o religie păgână, iar Hitler era marele său preot... Marele său altar [era] Germania însăși și poporul german, pământul și pădurile, limba și tradițiile sale”. Cu toate acestea, o serie de confidenți timpurii ai lui Hitler au detaliat lipsa totală de credință religioasă a Führer-ului. Un confident apropiat, Otto Strasser⁠(d), a dezvăluit în cartea sa din 1940, Hitler and I, că Hitler era un adevărat necredincios, afirmând succint: „Hitler este un ateu”. 
Conform spuselor lui Kershaw, după preluarea puterii de către naziști, politica rasială și lupta împotriva bisericii se numărau printre cele mai importante domenii ideologice: „În ambele zone, partidul nu a avut nicio dificultate în mobilizarea activiștilor săi, al căror radicalism a forțat la rândul său guvernul să ia măsuri legislative. De fapt, conducerea partidului se regăsea adesea nevoită să răspundă la presiunile venite de jos, stârnite de Gauleiteri⁠(d) care își jucau propriul joc sau emanate uneori de la activiștii radicali de la nivel local.” Pe măsură ce timpul trecea, scrie Kershaw, sentimentul anticlerical și anti-bisericesc din rândul activiștilor de partid de la bază „pur și simplu nu putea fi eradicat” și aceștia puteau „să se bazeze pe violența verbală a liderilor de partid față de biserici pentru încurajare.” Spre deosebire de alte mișcări fasciste ale vremii, ideologia nazistă era ostilă în esență creștinismului și se ciocnea cu credințele creștine în multe privințe. Naziștii au confiscat sute de mănăstiri din Germania și Austria și au înlăturat atât clerici, cât și laici. În alte cazuri, revistele și ziarele religioase au fost cenzurate sau interzise. Regimul nazist a încercat să închidă presa catolică, care a scăzut „de la 435 de periodice în 1934 la doar șapte în 1943.” Din 1935, Gestapo a arestat și închis peste 2720 de clerici care au fost internați în lagărul de concentrare german de la Dachau, ducând la peste 1.000 de morți. Nazismul vedea idealurile creștine de blândețe și conștiință ca obstacole în calea instinctelor violente necesare pentru înfrângerea altor rase. De la mijlocul anilor 1930, elementele anticreștine din cadrul Partidului Nazist au devenit mai proeminente; cu toate acestea, ele au fost ținute în frâu de Hitler din cauza presei negative pe care o primeau acțiunile lor, iar până în 1934 Partidul Nazist a mimat o poziție neutră față de Bisericile Protestante.

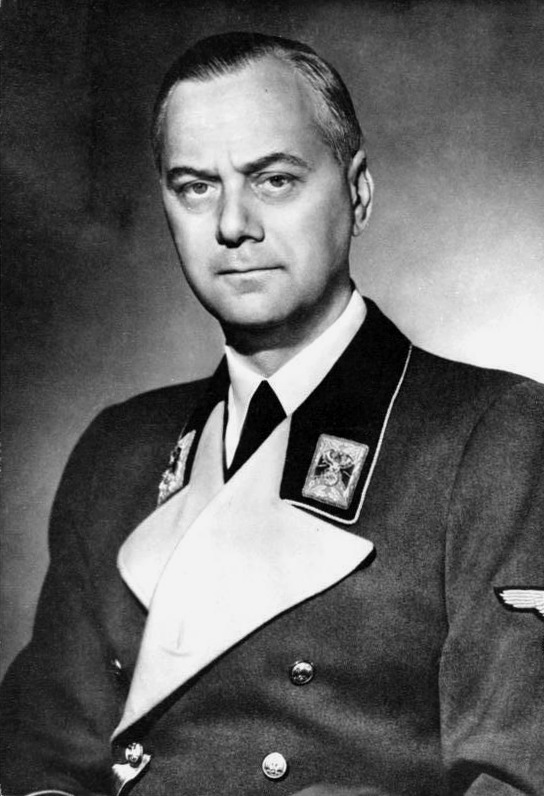
Alfred Rosenberg, considerat filozoful oficial al naziștilor, era un adept al „Creștinismului Pozitiv”. Acesta plănuia „exterminarea credințelor creștine străine importate în Germania”, intenționând ca Biblia și crucea creștină să fie înlocuite cu Mein Kampf și svastica.

Alfred Rosenberg a deținut, printre altele, funcția de „Delegat al Führer-ului pentru Educația și Instruirea Intelectuală și Filosofică a Întregului Partid Național Socialist”. În lucrarea sa Mitul secolului XX (1930), Rosenberg a scris că principalii dușmani ai germanilor erau „tătarii ruși” și „semiții” – „semiții” incluzând creștinii, în special Biserica Catolică. Joseph Goebbels, ministrul nazist al propagandei, se număra printre cei mai agresivi radicali naziști anti-Biserică. Goebbels a condus persecuția nazistă a clerului german și, pe măsură ce războiul a avansat, cu privire la „Chestiunea Bisericii”, a scris că „după război, trebuie rezolvată în general... Există, de fapt, o opoziție insolubilă între viziunea creștină și cea eroic-germană asupra lumii”. Martin Bormann a devenit secretarul personal al lui Hitler și Führer „de facto” adjunct din 1941. El a fost un susținător principal al Kirchenkampf-ului, un proiect pe care Hitler a dorit în mare parte să-l păstreze până după război. Bormann era un gardian rigid al ortodoxiei naziste și considera creștinismul și nazismul drept „incompatibile”. A declarat public în 1941 că „Național-socialismul și creștinismul sunt ireconciliabile”. Într-un mesaj confidențial către Gauleiteri⁠(d) pe 9 iunie 1941, Martin Bormann declarase că „Național-socialismul și creștinismul sunt ireconciliabile”. De asemenea, a declarat că influența Bisericilor asupra conducerii poporului „trebuie ruptă în mod absolut și definitiv”. Bormann credea că nazismul se bazează pe o viziune „științifică” asupra lumii și era complet incompatibil cu creștinismul. Bormann a afirmat:

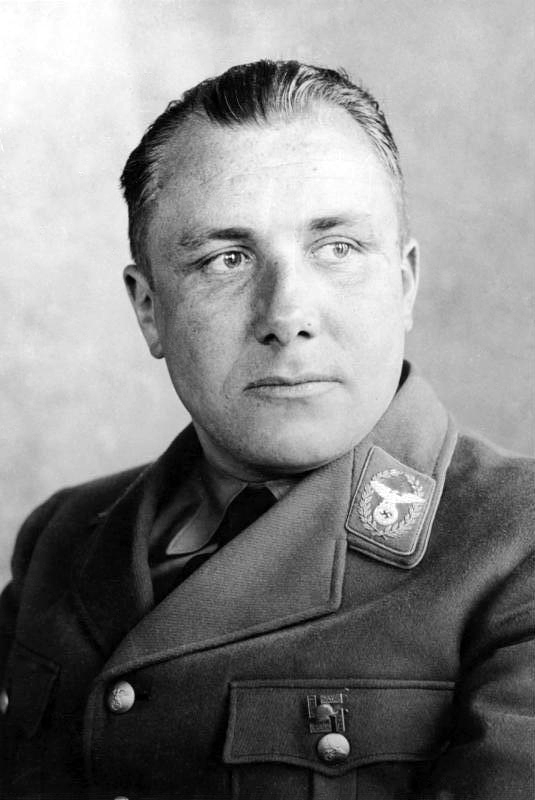
Martin Bormann, „adjunctul” lui Hitler din 1941, considera și el nazismul și creștinismul drept „incompatibile” și avea o repulsie deosebită față de originile semitice ale creștinismului."

Când noi, național-socialiștii, vorbim despre credință în Dumnezeu, nu ne referim, ca niște creștini naivi și exploatați spirituali de către conducătorii lor religioși, la o ființă asemănătoare omului care stă așezată undeva în univers. Forța guvernată de legile naturale care determină mișcarea tuturor planetelor din univers o numim omnipotență sau Dumnezeu. Afirmația că această forță universală s-ar putea preocupa de destinul fiecărei ființe individuale, al celui mai mic bacil pământesc, și ar putea fi influențată de așa-numitele rugăciuni sau alte lucruri surprinzătoare, necesită o doză considerabilă de naivitate sau un interes personal profesional nerușinat.

## Antisemitismul nazist
În loc să se concentreze pe diferențele religioase, Hitler susținea că este important să promoveze „un antisemitism al rațiunii”, unul care recunoaște baza rasială a evreității.
În cartea sa despre istoria creștinismului, Geoffrey Blainey⁠(d) scria că „Creștinismul nu putea scăpa unor critici indirecte pentru teribilul Holocaust. Evreii și creștinii fuseseră rivali și chiar dușmani pentru o lungă perioadă din istorie. Mai mult, pentru creștini era o tradiție să-i învinovățească pe liderii evrei pentru crucificarea lui Hristos ...”, însă, remarca Blainey, „În același timp, creștinii au dat dovadă de devotament și respect. Erau conștienți de datoria pe care o aveau față de evrei. Iisus, toți discipolii și toți autorii evangheliilor sale erau de origine evreiască. Creștinii considerau Vechiul Testament, cartea sfântă a sinagogilor, ca fiind și pentru ei o carte sfântă...”.
Laurence Rees⁠(d) a observat că „accentul pe creștinism” lipsea din viziunea exprimată de Hitler în Mein Kampf, iar „viziunea sa sumbră și violentă” și ura viscerală față de evrei au fost influențate de surse destul de diferite: noțiunea de viață ca luptă pe care a preluat-o din Darwinismul Social, noțiunea de superioritate a „rasei ariene” pe care a preluat-o din lucrarea lui Arthur de Gobineau⁠(d) Inegalitatea raselor umane; iar de la Alfred Rosenberg a preluat ideea unei legături între iudaism și bolșevism. Hitler a susținut o politică nemiloasă de „selecție eugenică negativă”, crezând că istoria lumii a constat într-o luptă pentru supraviețuire între rase, în care evreii complotau să submineze germanii, iar grupurile inferioare precum slavii și indivizii defectuoși din patrimoniul genetic german amenințau „rasa superioară” ariană. Richard J. Evans⁠(d) a scris că opiniile sale pe aceste subiecte au fost adesea numite „Darwiniste sociale”, dar nu există un consens printre istorici cu privire la sensul acestui termen. Potrivit lui Evans, Hitler „și-a folosit propria versiune a limbajului Darwinismului social ca element central în practica discursivă a exterminării...”, iar limbajul Darwinismului social, în varianta sa nazistă, a contribuit la eliminarea oricărei rețineri din partea directorilor politicilor „teroriste și exterminatoare” ale regimului, „convingându-i că ceea ce făceau era justificat de istorie, știință și natură”.

## Kirchenkampf(lupta bisericească)
Pe măsură ce Partidul Nazist a preluat puterea în Germania în 1933, guvernul slab, dar încă funcțional de la Weimar, condus de președintele său, Paul von Hindenburg, și reprezentat de vice-cancelarul său numit, Franz von Papen, a inițiat discuții cu Sfântul Scaun cu privire la stabilirea unui concordat. Discuțiile au durat trei luni și jumătate, în timp ce Hitler își consolida puterea. Această încercare a dus la semnarea Reichskonkordat-ului⁠(d) la 20 iulie 1933, care proteja libertatea Bisericii Catolice și restricționa preoții și episcopii de la activitatea politică.
La fel ca ideea de Concordat cu Reich-ul (Reichskonkordat), și noțiunea de Biserică Protestantă a Reich-ului, care ar fi unificat Bisericile Protestante, fusese luată în considerare anterior. Hitler discutase deja problema în 1927 cu Ludwig Müller, care era pe atunci capelanul militar al Königsberg-ului.
Creștinismul a rămas religia dominantă în Germania pe tot parcursul perioadei naziste, iar influența sa asupra germanilor a nemulțumit ierarhia nazistă. Evans⁠(d) scrie că Hitler credea că pe termen lung nazismul și religia nu vor putea coexista, subliniind în repetate rânduri că nazismul era o ideologie seculară, bazată pe știința modernă. Potrivit lui Evans: „Știința, declara el, va distruge cu ușurință ultimele vestigii ale superstiției.” Germania nu putea tolera intervenția unor influențe externe precum Papa, iar „Preoții, spunea el, erau ‚gândaci negri’, avorturi în haine negre.”
În timpul dictaturii lui Hitler, peste 6.000 de clerici au fost închiși sau executați, acuzați de activitate trădătoare. Măsuri similare au fost luate și în teritoriile ocupate. De exemplu, în Lorena franceză, naziștii au interzis mișcările religioase ale tineretului, întâlnirile parohiale și întâlnirile cercetașilor. Bunurile Bisericii au fost confiscate, școlile Bisericii au fost închise, iar profesorii din institutele religioase au fost concediați. Seminarul episcopal a fost închis, iar trupele SA și SS au profanat bisericile, statuile religioase și icoanele. Trei sute de clerici au fost expulzați din regiunea Lorena, iar călugării și călugărițele au fost deportați sau forțați să renunțe la jurămintele lor religioase.

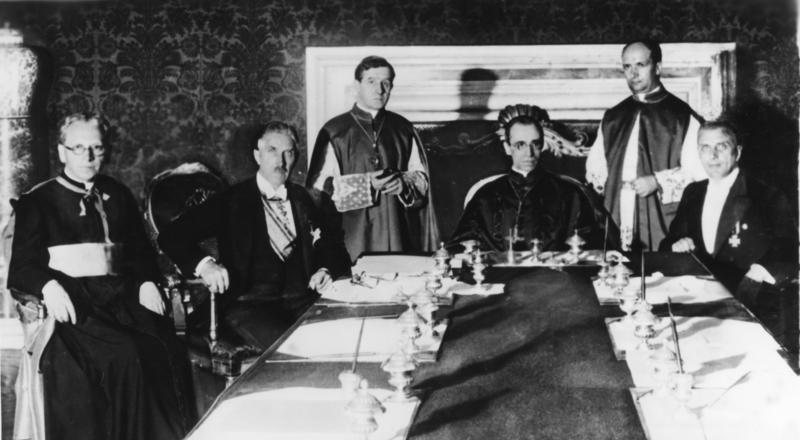
Semnarea Concordatului Reich-ului la 20 iulie 1933 la Roma. (Dinspre stânga spre dreapta: prelatul german, vicecancelarul german Franz von Papen, secretarul Afacerilor Externe Bisericești Extraordinare, cardinalul secretar de stat Eugenio Pacelli, și membrul Reichsministerium des Inneren (Ministerul de Interne))

în Polonia: între 1939 și 1945, aproximativ 3.000 de membri (18%) ai clerului polonez au fost uciși; dintre aceștia, 1.992 au murit în lagăre de concentrare. În teritoriul anexat al Reichsgau Wartheland situația a fost și mai drastică: bisericile au fost închise sistematic, iar majoritatea preoților au fost fie uciși, fie închiși, fie deportați în Guvernământul General. Optzeci la sută din clerul catolic și cinci episcopi din Warthegau au fost trimiși în lagăre de concentrare în 1939; 108 dintre ei sunt considerați martiri sfințiți. Persecuția religioasă nu s-a limitat la Polonia: numai în lagărul de concentrare de la Dachau, 2.600 de preoți catolici din 24 de țări au fost uciși.
Există dezbateri aprinse printre istorici cu privire la intențiile naziștilor față de creștinism în Germania. Un număr de istorici susțin că naziștii aveau un plan secret general, apărut poate chiar înainte de preluarea puterii, de a distruge creștinismul în Reich. Cât de departe fusese elaborat un plan de subordonare a bisericilor și de limitare a rolului lor în viața țării înainte de ascensiunea naziștilor la putere, și cine anume din conducerea nazistă a susținut o astfel de mișcare rămâne un subiect controversat. Totuși, o minoritate de istorici susțin, împotriva consensului general, că nu a existat un asemenea plan. Rezuamtul unui raport din 1945 al Biroului Serviciilor Strategice (OSS), de către columinstul The New York Times Joe Sharkey⁠(d) susține că naziștii aveau un plan de „a submina și distruge creștinismul german”, care urma să fie realizat prin controlul și subversiunea bisericilor și să fie finalizat după război. Cu toate acestea, raportul preciza că acest obiectiv era limitat la o „parte a partidului național socialist”, și anume Alfred Rosenberg și Baldur von Schirach. Istoricul Roger Griffin susține: „Nu există nicio îndoială că pe termen lung liderii naziști precum Hitler și Himmler intenționau să elimine creștinismul la fel de nemilos ca orice altă ideologie rivală, chiar dacă pe termen scurt trebuiau să se mulțumească să facă compromisuri cu ea.” În studiul său „Reich-ul Sfânt”, istoricul Richard Steigmann-Gall⁠(d) ajunge la concluzia opusă: „Lipsesc complet, pe lângă delirurile vagi ale lui Hitler, dovezi concrete că Hitler sau naziștii intenționau să „distrugă” sau „elimine” bisericile după încheierea războiului.” În ceea ce privește teza sa mai largă conform căreia „liderii naziști se considerau de fapt creștini” sau cel puțin își înțelegeau mișcarea „în cadrul unei referințe creștine”, Steigmann-Gall admite că „se opune consensului general conform căruia nazismul în ansamblu nu avea nicio legătură cu creștinismul sau i se opunea activ.”
Deși există cazuri notorii de luterani și catolici care au murit în închisoare sau în lagăre de concentrare, cel mai mare număr de creștini decedați probabil a fost format din creștinii evrei sau mischlinge⁠(d) (persoane cu ascendente evreiești mixte) care au fost trimiși în lagăre de exterminare din cauza rasei lor, nu a religiei lor. Kahane (1999) citează o estimare conform căreia existau aproximativ 200.000 de creștini de origine evreiască în Germania Nazistă. Dintre creștinii neevrei, 11.300 de Martori ai lui Iehova au fost internați în lagăre, iar aproximativ 1.490 au murit, dintre care 270 au fost executați ca opozanți de conștiință. Lagărul de la Dachau avea o baracă specială pentru preoți. Dintre cei 2.720 de preoți (dintre care 2.579 catolici) ținuți la Dachau, 1.034 nu au supraviețuit lagărului. Majoritatea acestor persoane erau polonezi (1.780), dintre care 868 au murit la Dachau.

## Grupuri specifice

### Catolicism
Atitudinea Partidului Nazist față de Biserica Catolică a variat de la toleranță la renunțare aproape totală și agresiune totală. Bullock a scris că Hitler avea o oarecare considerație pentru puterea organizatorică a catolicismului, dar disprețuia total învățăturile sale centrale, despre care spunea că, dacă ar fi duse până la capăt, „ar însemna cultivarea sistematică a eșecului uman”. Mulți naziști erau anticlericali atât în viața privată, cât și în cea publică. Partidul nazist avea elemente cu adevărat păgâne. Una dintre poziții este că Biserica și fascismul nu ar putea avea niciodată o legătură durabilă, deoarece ambele sunt o „ Weltanschauung holistică” care revendică întreaga persoană.
Adolf Hitler însuși a fost descris ca un „spiritualist” de Laqueur, dar a fost descris de Bullock⁠(d) ca fiind un „raționalist” și un „materialist” fără nicio apreciere pentru latura spirituală a umanității; și un simplu „ateu” de Blainey⁠(d). Tovarășul său fascist Benito Mussolini a fost ateu. Amândoi erau anticlericali, dar au înțeles că ar fi imprudent să înceapă prematur Kulturkampf-urile lor împotriva catolicismului. O astfel de ciocnire, deși posibil inevitabilă în viitor, a fost amânată în timp ce ei se ocupau de alți dușmani.
Natura relației dintre Partidul Nazist și Biserica Catolică a fost, de asemenea, complicată. Cotidianul Vaticanului, L'Osservatore Romano⁠(d), a condamnat nominal pe Adolf Hitler, nazismul, rasismul și antisemitismul. În 1930, cu aprobarea cardinalului secretar de stat Eugenio Pacelli (viitorul papă Pius al XII-lea, din 1939), ziarul a declarat că „apartenența la Partidul Național Socialist al lui Hitler este incompatibilă cu conștiința catolică”. La începutul anului 1931 episcopii germani au emis un edict prin care excomunicau toți liderii Partidului Nazist și interziceau tuturor catolicilor să devină membri. Interdicția a fost modificată condiționat în 1933, când legea statului a impus ca toți muncitorii din sindicate și funcționarii publici să fie membri ai Partidului Nazist. În iulie 1933 a fost semnat Reichskonkordat-ul⁠(d) cu Vaticanul, care a împiedicat Biserica din Germania să se implice în activități politice; cu toate acestea, Vaticanul a continuat să se pronunțe cu privire la chestiuni de credință și morală și s-a opus filozofiei naziste.
Papa Pius al XI-lea a emis în 1937 enciclica Mit brennender Sorge⁠(d) (Cu îngrijorare aprinsă), în limba germană, prin care a condamnat ideologia nazistă, în special politica Gleichschaltung⁠(d) îndreptată împotriva influențelor religioase asupra educației, precum și rasismul și antisemitismul. Moartea sa a împiedicat emiterea enciclicei planificate Humani generis unitas⁠(d), însă Summi Pontificatus⁠(d), similară ca tematică, a fost prima enciclică publicată de succesorul său (Pius al XII-lea), în octombrie 1939. Această enciclică a condamnat ferm atât rasismul, cât și totalitarismul, fără anti-iudaismul prezent în proiectul prezentat papei Pius al XI-lea pentru Humani generis unitas. Opoziția catolică masivă față de programele de eutanasie naziste a condus la sistarea acestora pe 28 august 1941. Uneori, catolicii au protestat activ și deschis împotriva antisemitismului nazist prin intermediul unor episcopi și preoți precum episcopul Clemens von Galen din Münster. În Germania nazistă disidenții politici erau închiși, iar unii preoți germani au fost trimiși în lagărele de concentrare din cauza opoziției lor, inclusiv preotul catedralei catolice din Berlin, Bernhard Lichtenberg, și seminaristul Karl Leisner⁠(d).
Pe parcursul anului 1941 autoritățile naziste au decretat dizolvarea tuturor mănăstirilor și abațiilor din Reich-ul German, multe dintre ele fiind ocupate efectiv și secularizate de către Allgemeine SS⁠(d) sub conducerea lui Himmler. Cu toate acestea, la 30 iulie 1941, operațiunea „Asaltul Mănăstirilor” (Aktion Klostersturm) a fost oprită prin decret de către Hitler, care se temea că protestele tot mai numeroase ale populației catolice din Germania ar putea duce la revolte pasive și, prin urmare, ar putea afecta negativ efortul de război nazist pe frontul de est.

#### Planuri pentru Biserica Romano-Catolică
Istoricul Heinz Hürten (profesor emerit la Universitatea Catolică din Eichstätt) a menționat că Partidul Nazist avea planuri pentru Biserica Romano-Catolică, potrivit cărora aceasta trebuia „să mănânce din mâinile guvernului”. Hürten prezintă secvența acestor planuri: abolirea celibatului preoțesc, naționalizarea tuturor proprietăților Bisericii, dizolvarea instituțiilor religioase și monahale și încheierea influenței Bisericii Catolice asupra educației. Hürten susține că Hitler a propus reducerea numărului de vocații la preoție prin interzicerea seminarelor de a primi candidați înainte de vârsta de 25 de ani, sperând astfel că acești bărbați se vor căsători în prealabil, în perioada (18-25 de ani) în care erau obligați să presteze serviciul militar sau munca obligatorie. De asemenea, odată cu acest proces, sfintele taine urmau să fie revizuite și transformate în așa-numitele „Lebensfeiern” - celebrări necreștine ale diferitelor etape ale vieții.
Existau diferențe considerabile printre oficialii din cadrul Partidului Nazist cu privire la problema creștinismului. Se pare ca Goebbels se temea de crearea unui al treilea front format din catolici, care să se opună regimului lor din Germania. Goebbels a scris în jurnalul său despre „trădătorii Internaționalei Negre care ne-au înjunghiat din nou pe la spate gloriosul guvern prin criticile lor”, prin care Hürten susține că se referea la clericii catolici care se opuneau indirect sau activ (care purtau sutane negre).

### Protestantism
Conform lui Peter Stachura⁠(d), coloana vertebrală a susținerii electorale naziste a fost clasa de mijloc protestantă din mediul rural și din micile orașe, în timp ce catolicii germani au respins partidul și au votat în număr covârșitor pentru Partidul Central Catolic confesional și Partidul Popular Bavarez. Atât clericii protestanți, cât și laicii au susținut în general național-socialismul, Paul Althaus⁠(d) scriind că „bisericile noastre protestante au salutat punctul de cotitură din 1933 ca pe un dar și un miracol de la Dumnezeu”. Potrivit lui Robert Ericksen⁠(d), predicile din bisericile protestante erau pline de laude la adresa noului regim, o biserică protestantă din Bavaria anunțând că partidul nazist „poate aștepta nu doar aplauzele, ci și cooperarea plină de bucurie a bisericii”. Luteranii au fost deosebit de favorabili regimului nazist, o revistă diecezană luterană Allgemeine Evangelisch-Lutherische Kirchenzeitung salutând ascensiunea lui Hitler ca pe un „lucru măreț pe care Dumnezeu l-a făcut pentru Volk-ul nostru” în aprilie 1933. Ericksen mai notează că „regiunile cele mai protestante ale Germaniei au oferit Partidului Nazist cel mai puternic sprijin”. Protestanții erau suprareprezentați în cadrul Partidului Nazist, iar conform lui Jürgen W. Falter⁠(d), 83% dintre recruții NSDAP între 1925 și 1932 erau protestanți. Falter observă că Partidul Nazist a întâmpinat dificultăți în a câștiga susținerea catolicilor și a obținut rezultate mult mai slabe atât în ceea ce privește sprijinul electoral, cât și în ceea ce privește recruții noi în zonele catolice.
Richard Steigmann-Gall⁠(d) remarcă faptul că „cercetările efectuate începând cu anii 1980 au demonstrat destul de clar că apartenența nominală la confesiunea protestantă a fost un indicator mai bun al celor care au votat pentru Partidul Național-Socialist (NSDAP) decât orice altă categorie unică, cum ar fi clasa socială, regiunea, geografia sau sexul”. Analizând rezultatele alegerilor federale germane din iulie 1932, Steigmann-Gall Steigmann-Gall concluzionează că pietatea religioasă în rândul protestanților germani, mai degrabă decât apostazia, a fost factorul definitoriu în ceea ce privește susținerea național-socialismului, cei mai religioși protestanți fiind cei mai predispuși să voteze pentru NSDAP. El observă, de asemenea, un contrast puternic între votanții catolici și protestanți în zonele mixte; în ceea ce privește Baden, Steigmann-Gall observă că „spre deosebire de sudul catolic, care a cunoscut o opoziție aproape totală față de naziști, nordul protestant a cunoscut o ascensiune clară a partidului nazist”, în timp ce „în Bonn, Mittelstand-ul protestant a reprezentat cea mai mare parte a succesului partidului, în timp ce populația catolică a stat aproape în întregime deoparte. Steigmann-Gall concluzionează că „ponderea partidului nazist în voturile unei regiuni a fost invers proporțională cu procentul catolic din populația acesteia”.
Conform cercetărilor lui Ericksen, sprijinul protestanților pentru național-socialism se datora naturii reacționare și naționaliste a protestantismului politic. El subliniază că „biserica protestantă germană era un loc în care hiper-naționalismul, militarismul deschis și ostilitatea față de cultura modernă înfloreau din plin”. În ciuda atitudinii generale de susținere a național-socialismului printre protestanții germani, a existat și rezistență. Unii teologi protestanți, precum Dietrich Bonhoeffer, s-au opus deschis noului regim încă de la început, în timp ce alții, precum Martin Niemöller, au ajuns să se opună NSDAP odată ce natura extremistă a conducerii sale s-a manifestat. Richard Steigmann-Gall consideră că aparenta virare către dreapta a protestanților germani poate fi atribuită caracterului naționalist și reacționar pe care l-au asumat bisericile protestante în era imperială și Kulturkampf-ului. Se credea că „adevăratul german este protestant” și, ca atare, „narativul identității naționale din Germania a fost scris într-un limbaj distinct protestant”. Teologia protestantă se concentra pe naționalismul german și prezenta Germania ca o națiune favorizată chiar de Dumnezeu, pe care Steigmann-Gall o numește „teologie de război”. Primul caz cunoscut al mitului cuțitului înfipt în spate (Dolchstoßlegende) a provenit de la un capelan protestant al curții, Bruno Doehring⁠(d), iar după încheierea Primului Război Mondial, influența politică și socială pe care o acumulaseră bisericile protestante a fost folosită pentru a ataca Republica Weimar, prezentând-o ca o „metaforă pentru degenerarea culturală și socială”.

#### Martin Luther

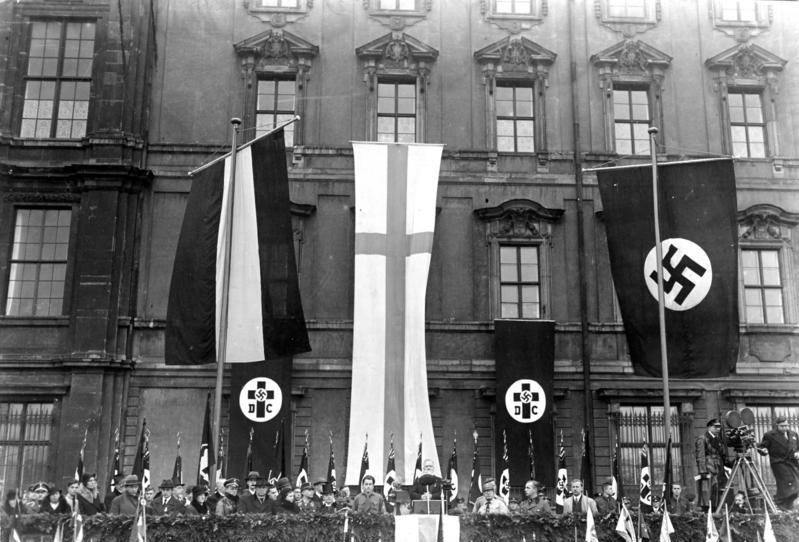
19 Noiembrie 1933: Sărbătorirea Luthertag (Ziua lui Luther) a Bisericii Evanghelice Germane în fața Palatului din Berlin. ține un discurs.

În timpul Primului și celui de-al Doilea Război Mondial, liderii protestanți germani au folosit scrierile lui Luther pentru a susține cauza naționalismului german. La aniversarea a 450 de ani de la nașterea lui Luther, care a căzut la doar câteva luni după preluarea puterii de către Partidul Nazist în 1933, sărbătorile au fost organizate la scară largă atât de Bisericile Protestante, cât și de Partidul Nazist. La o sărbătoare din Königsberg, Erich Koch⁠(d), pe atunci Gauleiter⁠(d) al Prusiei Orientale, a ținut un discurs în care a comparat, printre altele, pe Adolf Hitler cu Martin Luther și a susținut că naziștii luptau cu spiritul lui Luther. Un astfel de discurs ar putea fi respins ca simplă propagandă, dar, așa cum subliniază Steigmann-Gall: „Contemporanii îl considerau pe Koch drept un creștin de bună credință care își câștigase poziția [ca președinte ales al sinodului bisericesc provincial] printr-un angajament autentic față de protestantism și instituțiile sale”. Cu toate acestea, Steigmann-Gall afirmă că naziștii nu erau o mișcare creștină.
Protestanții germani din Imperiul German și Germania Nazistă au încercat să folosească scrierile lui Luther pentru a-și susține ideile naționaliste. Însă Karl Barth, un important teolog protestant elvețian, s-a opus vehement acestei interpretări. În 1939, el declara că naziștii utilizau scrierile lui Luther pentru a glorifica statul și absolutismul acestuia. El afirma că „Poporul german suferă din cauza erorii lui Luther cu privire la relația dintre lege și Biblie, între puterea seculară și cea spirituală”. Conform lui Barth, Luther separa statul temporal de cel interior, concentrându-se pe aspectele spirituale, limitând astfel capacitatea individului sau a bisericii de a pune sub semnul întrebării acțiunile statului. Acesta din urmă era văzut ca un instrument divin.
În februarie 1940, Barth a acuzat specific luteranii germani că separă învățăturile biblice de cele ale statului, legitimând astfel ideologia statului nazist. Nu era singurul care gândea așa. Cu câțiva ani înainte, pe 5 octombrie 1933, pastorul Wilhelm Rehm din Reutlingen declara public că „Hitler nu ar fi fost posibil fără Martin Luther”. Trebuie menționat totuși că mulți au făcut afirmații similare despre alte influențe care au contribuit la ascensiunea lui Hitler la putere. Spre exemplu, istoricul anticomunist Paul Johnson a spus că „fără Lenin, Hitler nu ar fi fost posibil”.

#### Grupuri protestante

Steagul Creștinilor Germani, o mișcare care urmărește o realiniere universală protestantă germană sub ideologia nazismului

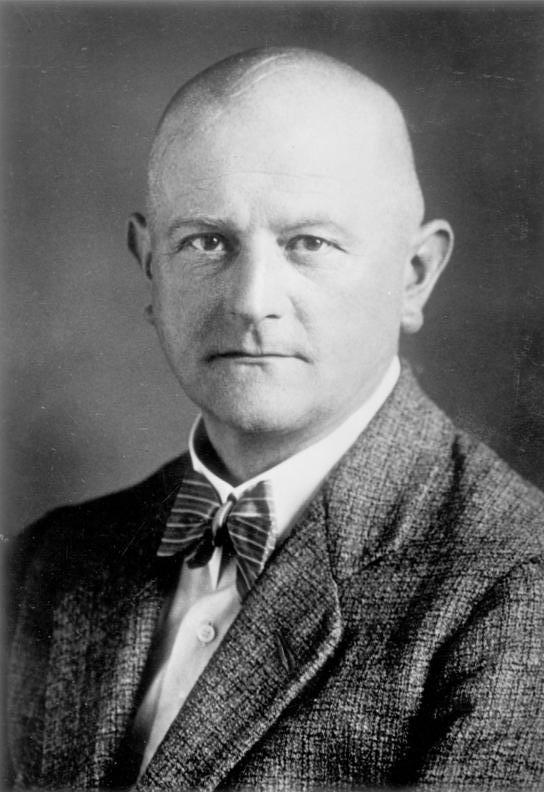
Ludwig Müller a fost unul dintre principalii susținători ai implementării elementelor naziste în protestantismul german, ceea ce a provocat perturbări majore în Biserica Evanghelică Germană și a dus în cele din urmă la crearea Bisericii Mărturisitoare de către unii pastori alarmați, precum Martin Niemöller.

În diferite state germane existau variațiuni sociale regionale în ceea ce privește densitatea claselor și apartenența religioasă. Richard Steigmann-Gall susține o legătură între anumite biserici protestante și nazism. Creștinii Germani (Deutsche Christen) au fost o mișcare din cadrul Bisericii Protestante din Germania care avea ca scop schimbarea învățăturilor creștine tradiționale pentru a le alinia la ideologia nazismului și politicile sale antievreiești. Facțiunile Deutsche Christen erau unite în obiectivul de a crea un protestantism nazist și de a aboli tradițiile pe care le considerau evreiești în cadrul creștinismului. Unii, dar nu toți, respingeau Vechiul Testament și învățăturile Apostolului Pavel. În noiembrie 1933, o adunare protestantă de amploare a Deutsche Christen, care a reunit un număr record de 20.000 de oameni, a adoptat trei rezoluții:
- Adolf Hitler este finalizarea Reformei,
- Evreii botezați trebuie să fie excluși din Biserică
- Vechiul Testament trebuie exclus din fânta Scriptur.ă

Creștinii Germani (Deutsche Christen) l-au ales pe Ludwig Müller (1883–1945) drept candidat pentru Episcopul Reich-ului⁠(de)[traduceți] în 1933.  Ca răspuns la campania lui Hitler, două treimi dintre protestanții care au votat l-au ales pe pastorul luteran Ludwig Müller să conducă Bisericile Protestante. Müller era convins că are o responsabilitate divină de a-l promova pe Hitler și idealurile sale, iar împreună cu Hitler, susținea o Reichskirche unificată a protestanților și catolicilor. Această Reichskirche urma să fie o federație liberă sub forma unui consiliu, dar ar fi fost subordonată regimului nazist.
Nivelul legăturilor dintre nazism și bisericile protestante a fost o problemă controversată timp de decenii. O dificultate constă în faptul că protestantismul cuprinde o multitudine de entități religioase, multe dintre ele având puține relații între ele. În plus, protestantismul tinde să permită o variație mai mare între congregațiile individuale decât catolicismul sau creștinismul ortodox oriental, ceea ce face ca declarațiile despre pozițiile oficiale ale denominațiunilor să fie problematice. Creștinii Germani erau o minoritate în cadrul populației protestante, reprezentând între o pătrime și o treime din cei 40 de milioane de protestanți din Germania. Cu eforturile episcopului Müller și sprijinul lui Hitler, Biserica Evanghelică Germană a fost formată și recunoscută de stat ca entitate juridică la 14 iulie 1933, cu scopul de a contopi statul, poporul și biserica într-un singur corp. Disidenții au fost reduși la tăcere prin expulzări sau violențe.
Aderenții învățăturilor creștine tradiționale s-au opus cu tărie susținerii mișcării Creștinilor Germani din cadrul bisericilor. Alte grupuri din cadrul bisericii protestante includeau membri ai Bisericii Mărturisitoare (Bekennende Kirche), din care făceau parte personalități de seamă precum Martin Niemöller și Dietrich Bonhoeffer. Ambele grupuri au respins încercările naziste de a îmbina principiile völkisch cu doctrina Luterană tradițională. Martin Niemöller a organizat Pfarrernotbund⁠(d) (Liga de Urgență a Pastorilor), susținută de aproape 40% din pastorii evanghelici. Cu toate acestea, la momentul respectiv (1932), ei reprezentau o minoritate în cadrul bisericilor⁠(d) protestante din Germania. În 1933, unii Creștini Germani au părăsit mișcarea după ce un discurs din noiembrie al lui Reinhold Krause a îndemnat, printre altele, la respingerea Vechiului Testament ca fiind o superstiție evreiască. Astfel, odată ce Ludwig Müller nu a reușit să îi aducă pe toți creștinii la obediență față de nazism, iar mitingurile Creștinilor Germani și ideile lor radicale au generat reacții negative, atitudinea condescendentă a lui Hitler față de protestanți s-a accentuat, iar acesta și-a pierdut complet interesul pentru problemele bisericilor protestante.
Rezistența din cadrul bisericilor față de ideologia nazistă a fost cea mai îndelungată și mai înverșunată dintre toate instituțiile germane. Naziștii au slăbit rezistența bisericilor din interior, dar nu reușiseră încă să preia controlul deplin asupra lor, dovadă fiind miile de clerici trimiși în lagăre de concentrare. Reverendul Martin Niemöller a fost închis în 1937, acuzat de „folosirea abuzivă a amvonului pentru a defăima statul și partidul și pentru a ataca autoritatea guvernului”. După o tentativă eșuată de asasinare a lui Hitler în 1943 de către membri ai armatei și ai mișcării de rezistență germană din care făceau parte Dietrich Bonhoeffer și alții din Biserica Mărturisitoare, Hitler a ordonat arestarea clericilor protestanți, în special luterani. Totuși, chiar și Biserica Mărturisitoare „a făcut declarații frecvente de loialitate față de Hitler”. Mai târziu, mulți protestanți s-au opus ferm nazismului după ce natura mișcării a fost mai bine înțeleasă, însă o parte dintre ei au susținut până la sfârșitul războiului că nazismul era compatibil cu învățăturile bisericii.
Mica populație metodistă a fost considerată străină uneori; acest lucru provenea din faptul că metodismul a început în Anglia și nu s-a dezvoltat în Germania până în secolul al XIX-lea, sub conducerea lui Christoph Gottlob Müller⁠(d) și Louis Jacoby. Din cauza acestei istorii, ei au simțit nevoia să fie „mai germani decât germanii” pentru a evita să fie suspectați. Episcopul metodist John L. Nelsen a făcut turnee în SUA în numele lui Hitler pentru a-și proteja biserica, dar în scrisori private arăta că se teme și urăște nazismul, iar în cele din urmă s-a retras și a fugit în Elveția. Episcopul metodist FH Otto Melle a adoptat o poziție mult mai colaboraționistă, care a inclus sprijinul său aparent sincer pentru nazism. De asemenea, el a fost internat într-un azil aproape de sfârșitul războiului. Pentru a-și arăta recunoștința față de cel din urmă episcop, Hitler a făcut un cadou de 10.000 de mărci în 1939 unei congregații metodiste pentru ca aceasta să poată plăti pentru achiziționarea unei orgi. Banii nu au fost folosiți niciodată. În afara Germaniei, opiniile lui Melle au fost respinse în mod covârșitor de majoritatea metodiștilor. 
Liderul segmentului pro-nazist al baptiștilor a fost Paul Schmidt. Ideea unei „biserici naționale” a fost posibilă în istoria protestantismului german de masă, dar în general interzisă printre anabaptiști, martorii lui Iehova și Biserica Catolică. Formele sau ramurile protestantismului care pledau pentru pacifism, anti-naționalism sau egalitate rasială au tendința de a se opune statului nazist în cei mai puternici termeni. Alte grupuri creștine cunoscute pentru eforturile lor împotriva nazismului includ martorii lui Iehova.

#### Martorii lui Iehova
Societatea Turnul de veghe (Watch Tower Bible and Tract) a publicat în 1934 o scrisoare intitulată „Declarația faptelor”. Joseph Franklin Rutherford i-a scris lui Hitler în această scrisoare personală că „Cercetătorii Bibliei din Germania [Bibelforscher, „cercetători al Bibliei” era denumirea martorilor lui Iehova în Germania de atunci] luptă pentru aceleași obiective și idealuri etice înalte pe care le-a proclamat și guvernul național al Reich-ului German cu privire la relația dintre oameni și Dumnezeu, și anume: onestitatea ființei create față de creatorul său”. Cu toate acestea, în timp ce Martorii lui Iehova au încercat să liniștească guvernul nazist că obiectivele lor erau pur religioase și nepolitice și și-au exprimat speranța că guvernul le va permite să își continue predicarea, Hitler a restricționat totuși activitatea lor în Germania Nazistă. După aceasta, Rutherford a început să îl denunțe pe Hitler în articole prin publicațiile sale, agravând potențial situația Martorilor lui Iehova din Germania Nazistă.
Martorii lui Iehova, cunoscuți în Germania sub numele de „Cercetători ai Bibliei” (Bibelforscher), formau o comunitate de 25.000 de membri și s-au numărat printre grupurile persecutate de regimul nazist. Toți membrii încarcerați erau identificați printr-un triunghi violet unic. Unii membri ai grupului religios au refuzat să servească în armata germană sau să jure credință guvernului nazist, motiv pentru care 250 au fost executați. Se estimează că aproximativ 10.000 au fost arestați pentru diverse infracțiuni, iar 2.000 au fost trimiși în lagărele de concentrare naziste, unde aproximativ 1.200 au fost uciși. Spre deosebire de evrei și rromi, care erau persecutați pe baza etniei lor, Martorii lui Iehova puteau scăpa de persecuție și vătămare personală prin renunțarea la credința lor religioasă. Acest lucru implica semnarea unui document prin care își declarau renunțarea la credință, supunerea față de autoritatea statului și sprijinul pentru armata germană.

### Atei

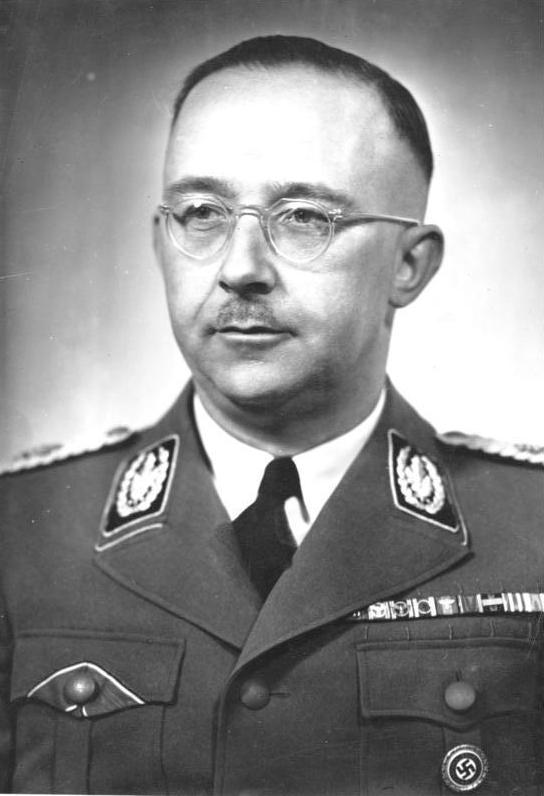
' Heinrich Himmler s-a agitat împotriva ateilor: „Orice ființă umană care nu crede în Dumnezeu ar trebui să fie considerată arogantă, megalomană și proastă”.

Pe 13 octombrie 1933, liderul adjunct al partidului nazist, Rudolf Hess, a emis un decret care stipula: „Niciun național-socialist nu poate fi defavorizat pe motiv că nu are o credință sau o confesiune anume sau pe motiv că nu are nicio apartenență religioasă”. Cu toate acestea, regimul se opunea vehement „comunismului fără Dumnezeu” iar toate organizațiile germane de liberă gândire (freigeist), atee și în mare parte de stânga au fost interzise în același an.
În timpul negocierilor pentru Concordantul dintre Naziști și Vatican⁠(d) din 1933, într-un discurs, Hitler a argumentat împotriva școlilor laice, declarând: „Școlile laice nu pot fi niciodată tolerate pentru că nu oferă educație religioasă, iar o instrucțiune morală generală fără o bază religioasă este construită pe nisip; prin urmare, toată formarea caracterului și religia trebuie să derive din credință.” Una dintre organizațiile închise de regimul nazist a fost Liga Liber-Cugetătorilor Germani. Creștinii l-au rugat pe Hitler să pună capăt propagandei anti-religioase și anti-Biserică promovată de Liberi Cugetători. În cadrul Partidului Nazist al lui Hitler, ateul Martin Bormann și-a exprimat cu voce tare opiniile sale anti-creștine. Heinrich Himmler, fascinat de păgânismul germanic, a fost un promotor fervent al mișcării Gottgläubig (credincioși în Dumnezeu) și nu a permis atei în SS, argumentând că „refuzul lor de a recunoaște puteri superioare” ar fi o „sursă potențială de indisciplină”. În cadrul SS, Himmler a declarat: „Credem într-un Dumnezeu Atotputernic care stă deasupra noastră; el a creat pământul, Patria și poporul și ne-a trimis Führer-ul. Orice ființă umană care nu crede în Dumnezeu trebuie considerată arogantă, megalomană și stupidă și, prin urmare, nepotrivită pentru SS.” De asemenea, a afirmat: „Ca național-socialiști, credem într-o viziune asupra lumii bazată pe credință în Dumnezeu.”

### Grupuri ezoterice
În anii 1930 exista deja o scenă ezoterică în Germania și Austria. Organizațiile din acest spectru au fost suprimate, dar, spre deosebire francmasonerie în Germania Nazistă, ele nu au fost persecutate. Singurul caz cunoscut în care un ocultist ar fi putut fi trimis într-un lagăr de concentrare din cauza convingerilor sale este cel al lui Friedrich Bernhard Marby⁠(d).
De asemenea, unii lideri naziști aveau interese în domeniul ezotericului. Rudolf Hess era interesat de antropozofie. Heinrich Himmler a manifestat un puternic interes pentru domeniul ezoteric.
Societatea ezoterică Thule a oferit sprijin Partidului Muncitoresc German, care a fost ulterior transformat în Partidul Nazist în 1920. Dietrich Eckart, un asociat indirect al Societății Thule, l-a instruit pe Hitler privind abilitățile oratorii. Deși nu există dovezi concrete privind apartenența lui Hitler la Thule, acesta a primit sprijin din partea grupului. Mai târziu, Hitler i-a dedicat lui Eckart al doilea volum al cărții Mein Kampf. Doctrinele rasiste-ocultiste ale ariosofiei au contribuit la atmosfera mișcării völkisch din Republica Weimar, care a dus în final la ascensiunea nazismului.

### Alte credințe
În anexa lucrării Persecuția Bisericilor de către Naziști, de John S. Conway, este inclus un document intitulat „Lista sectelor interzise de Gestapo până în decembrie 1938”. Acesta menționează „Martorii Internaționali ai lui Iehova” sub numărul 1, dar include de asemenea un așa-numit „Grup de studiu pentru cercetări psihice” și chiar „Secta Bahai”.
Astrologii, vindecătorii și prezicătorii au fost interziși de naziști, în timp ce mica mișcare păgână „Mișcarea Credinței Germane” care venera soarele și anotimpurile, i-a susținut pe naziști.

## Bisericile și efortul de război
La izbucnirea războiului, Hitler a făcut o pauză conflictului cu Biserica, dorind să se retragă din politicile care ar fi putut cauza tensiuni interne în Germania. La începutul războiului, a decretat că „nu vor fi luate alte măsuri împotriva Bisericilor Evanghelice și Catolice pe durata războiului”. Conform lui John Conway, „Naziștii trebuiau să ia în considerare faptul că, în ciuda tuturor eforturilor lui Rosenberg, doar 5% din populație s-a înregistrat la recensământul din 1930 ca fiind neafiliat bisericilor creștine”. Susținerea a milioane de creștini germani era necesară pentru ca planurile lui Hitler să se materializeze. Hitler credea că dacă religia poate fi de ajutor, „nu poate fi decât un avantaj”. Majoritatea celor 3 milioane de membri ai Partidului Nazist „încă plăteau impozitul bisericesc” și se considerau creștini. Cu toate acestea, o serie de radicali naziști din ierarhia partidului erau determinați să continue lupta împotriva Bisericii. După victoria nazistă în Polonia, represiunea asupra Bisericilor a fost extinsă, în ciuda protestărilor timpurii ale acestora de loialitate față de cauza nazistă.
Ministerul Propagandei condus de Goebbels a recurs la amenințări și a exercitat o presiune puternică asupra Bisericilor pentru a-și exprima sprijinul pentru război, iar Gestapo a interzis întrunirile Bisericii pentru câteva săptămâni. În primele luni de război, Bisericile germane s-au conformat. Nu au existat denunțuri ale invaziei Poloniei sau ale Blitzkrieg-ului. Dimpotrivă, episcopul Marahrens a mulțumit lui Dumnezeu că conflictul polonez a luat sfârșit și „că El a acordat o victorie rapidă armatelor noastre”. Ministerul pentru Afaceri Religioase a sugerat ca clopotele bisericilor din toată Germania să sune timp de o săptămână în semn de sărbătoare, iar pastorii și preoții să se „ofere cu entuziasm ca preoți militari” pentru forțele germane. Episcopii catolici și-au îndemnat adepții să sprijine efortul de război: „Facem apel la credincioși să se alăture rugăciunii fierbinți ca providența lui Dumnezeu să conducă acest război la un succes binecuvântat pentru Patrie și popor.” În mod similar, evanghelicii au proclamat: „Ne unim în această c clipă poporul nostru în mijlocire pentru Führer-ul și Reich-ul nostru, pentru toate forțele armate și pentru toți cei care își fac datoria pentru patrie.”
Chiar și în fața dovezilor atrocităților naziste împotriva preoților și laicilor catolici din Polonia, difuzate la Radio Vatican, liderii religioși catolici germani au continuat să își exprime sprijinul pentru efortul de război al naziștilor. Ei și-au îndemnat adepții catolici să își „îndeplinească datoria față de Führer”. Acțiunile militare naziste din 1940 și 1941 au determinat în mod similar Biserica să își exprime sprijinul. Episcopii au declarat că Biserica „este de acord cu războiul just, mai ales cu cel menit să apere statul și poporul” și își dorește o „pace benefică pentru Germania și Europa” și îi cheamă pe credincioși să își „îndeplinească virtuțile civile și militare”. Numai că naziștii au dezaprobat puternic sentimentele împotriva războiului exprimate de Papa prin prima sa enciclică, Summi Pontificatus⁠(d) și mesajul său de Crăciun din 1939. Erau furioși de sprijinul său pentru Polonia și de folosirea „provocatoare” a postului Radio Vatican de către cardinalul Hlond din Polonia. Distribuirea enciclicei a fost interzisă.
Conway a scris că radicalul anti-Biserică Reinhard Heydrich estima, într-un raport către Hitler datat din octombrie 1939, că majoritatea oamenilor Bisericii susțineau efortul de război - deși câțiva „agitatori notorii din rândul pastorilor trebuiau să fie confruntați”. Heydrich a decis că nu se poate baza pe sprijinul liderilor bisericești din cauza naturii doctrinelor lor și a internaționalismului lor, așa că a elaborat măsuri pentru a restricționa funcționarea Bisericilor sub pretextul necesităților vremurilor de război, cum ar fi reducerea resurselor disponibile pentru tiparele bisericești pe baza raționalizării și interzicerea pelerinajelor și a adunărilor bisericești mari din cauza dificultăților de transport. Bisericile au fost închise pe motiv că erau „prea departe de adăposturile antiaeriene”. Clopotele au fost topite. Tipografiile bisericești au fost închise.
Odată cu extinderea războiului spre est începând din 1941, s-a extins și atacul regimului asupra bisericilor. Mănăstirile și congregațiile au intrat în vizorul autorităților, iar exproprierile bunurilor bisericești au crescut brusc. Autoritățile naziste susțineau că proprietățile erau necesare pentru necesitățile vremurilor de război, cum ar fi spitale sau adăposturi pentru refugiați sau copii, dar le foloseau în schimb pentru propriile scopuri. „Ostilitatea față de stat” era un alt motiv frecvent invocat pentru confiscări, iar acțiunile unui singur membru al unei mănăstiri puteau duce la preluarea întregii proprietăți. Iezuiții au fost o țintă specială. Nunțiul papal Cesare Orsenigo și cardinalul Bertram se plângeau constant autorităților, dar li se spunea să se aștepte la mai multe rechiziții din cauza nevoilor vremurilor de război.

## Aspecte religioase ale nazismului
Unele elemente ale nazismului aveau o natură cvasi-religioasă. Cultul lui Hitler ca Führer, „congregațiile uriașe, bannerele, flăcările sacre, procesiunile, un stil de predică populară și radicală, rugăciunile cu răspunsuri, memorialele și marșurile funebre” au fost toate descrise de istorici ai ezoterismului precum Nicholas Goodrick-Clarke⁠(d) drept „instrumente esențiale pentru cultul rasei și națiunii, misiunea Germaniei ariene și victoria sa asupra dușmanilor săi.” Aceste diferite aspecte religioase ale nazismului i-au determinat pe unii cercetători să considere nazismul, ca și comunismul, drept un fel de religie politică.
Planul lui Hitler de a construi o nouă capitală grandioasă la Berlin (Welthauptstadt Germania⁠(d)), a fost descris uneori ca o încercare de a ridica o versiune a Ierusalimului ceresc. De la studiul clasic al lui Fritz Stern⁠(d), Politica disperării culturale, majoritatea istoricilor au văzut astfel relația dintre nazism și religie. Unii istorici consideră mișcarea nazistă și pe Adolf Hitler ca fiind fundamental ostili creștinismului, deși nu nereligioși. În primul capitol al cărții Persecuția Bisericilor de către Naziști, istoricul John S. Conway dezvoltă ideea că Bisericile creștine își pierduseră atractivitatea în Germania din perioada Republicii Weimar, iar Hitler a răspuns oferind „ceea ce părea a fi o credință seculară vitală în locul crezurilor discreditate ale creștinismului”.
Arhitectul șef al lui Hitler, Albert Speer, scrie în memoriile sale că Hitler însuși avea o părere negativă despre noțiunile mistice promovate de Himmler și Alfred Rosenberg. Speer îl citează pe Hitler spunând despre încercarea lui Himmler de a mitiza SS-ul:
„Ce prostie! În sfârșit am ajuns într-o eră care a lăsat în urmă tot misticismul, iar acum [Himmler] vrea să reînceapă totul. La fel de bine am fi putut rămâne cu biserica. Cel puțin avea tradiție. Să mă gândesc că într-o zi aș putea fi transformat într-un sfânt SS! Îți poți imagina? M-aș răsuci în mormânt...”—Adolf Hitler citat în cartea lui Albert Speer În interiorul celui de-al Treilea Reich''

## Relația dintre religie și fascism
Stanley Payne⁠(d), un cercetător al fascismului, subliniază că elementul fundamental al fascismului era crearea unei „religii civice” pur materialiste care să „înlocuiască structurile de credință anterioare și să retrogradeze religia supranaturală într-un rol secundar sau să o elimine complet”. Deși au existat exemple specifice de fasciști creștini, sau care doreau să fie considerați „creștini”, fascismul presupunea un cadru de referință post-creștin, post-religios, secular și imanent.” O teorie sugerează că religia și fascismul nu ar fi putut niciodată să aibă o legătură de durată deoarece ambele reprezintă o „Weltanschauung holistică”, care revendică adeziunea totală a individului. În aceeași ordine de idei, politologul de la Yale Juan Linz⁠(d) și alții au remarcat faptul că secularizarea crease un gol care putea fi umplut de o altă ideologie totalitară, făcând posibil totalitarianismul secular. Roger Griffin a caracterizat fascismul ca un tip de religie politică antireligioasă.
Cu toate acestea, Robert Paxton⁠(d) consideră că „fasciștii adesea blasfemiau ... secularismul materialist” și adaugă că fascismul din trecut nu exclude posibilitatea ca viitoarele forme de fascism să se „bazeze pe o religie în locul unei națiuni sau să servească drept expresie a identității naționale. Chiar și în Europa, fascismul bazat pe religie nu era necunoscut: Falanga Spaniolă, Rexismul Belgian, Mișcarea Lapua din Finlanda și Legiunea Arhanghelul Mihail din România sunt toate exemple bune”. Separat, Richard L. Rubenstein susține că dimensiunile religioase ale Holocaustului și fascismului nazist au fost cu adevărat unice.

### Aspecte mesianice ale nazismului
A existat o cantitate semnificativă de lucrări publicate despre potențialele aspecte religioase ale nazismului. Wilfried Daim⁠(d) sugerează că Hitler și conducerea nazistă plănuiau să înlocuiască creștinismul din Germania cu o nouă religie în care Hitler ar fi considerat mesia. În cartea sa despre legătura dintre Lanz von Liebenfels și Hitler, Daim a publicat o reproducere a unui presupus document al unei ședințe privind „abolirea necondiționată a tuturor confesiunilor religioase (Religionsbekenntnisse) după victoria finală (Endsieg) ... odată cu proclamarea simultană a lui Adolf Hitler drept noul mesia”. Acest raport de ședință provine dintr-o colecție privată și validitatea sa este contestată de istorici.

### Rugăciune creștină germană turingiană pentru Hitler
Schütze, Herr, mit Starker Hand
unser Volk und Vaterland!
Laß' auf unsres Führers Pfade
leuchten Deine Huld und Gnade!
Weck' in unserem Herz aufs neue
deutscher Ahnen Kraft und Treue!
Und so laß' uns stark und rein
Deine deutschen Kinder sein!
Aceasta se traduce aproximativ ca:
Ocrotește, Doamne, cu puterea mâinii,
Poporul nostru și Patria noastră!
Îngăduie ca pe calea conducătorului nostru
Să strălucească mila și harul Tău!
Trezește din nou în inimile noastre
Neamul nostru german, loialitatea și puterea!
Și astfel permite-ne, puternici și puri,
Să fim tineretul tău german!